# Liste der Bodendenkmäler in Illschwang
Auf dieser Seite sind die Bodendenkmäler in der Oberpfälzer Gemeinde Illschwang zusammengestellt. Diese Tabelle ist eine Teilliste der Liste der Bodendenkmäler in Bayern. Grundlage ist die Bayerische Denkmalliste, die auf Basis des Bayerischen Denkmalschutzgesetzes vom 1. Oktober 1973 erstmals erstellt wurde und seither durch das Bayerische Landesamt für Denkmalpflege geführt wird. Die folgenden Angaben ersetzen nicht die rechtsverbindliche Auskunft der Denkmalschutzbehörde.

## Bodendenkmäler in Illschwang
| Lage                  | Objekt | Akten-Nr.     | Bild           |
| --------------------- | --- | ------------- | -------------- |
| Illschwang (Standort) | Bestattungsplatz der Bronze-, Hallstatt- und Frühlatènezeit mit Grabhügeln. | D-3-6535-0054 |                |
| Illschwang (Standort) | Vorgeschichtlicher Bestattungsplatz mit Grabhügeln. | D-3-6535-0055 |                |
| Illschwang (Standort) | Vorgeschichtlicher Bestattungsplatz mit Grabhügel. | D-3-6535-0056 |                |
| Illschwang (Standort) | Vorgeschichtlicher Bestattungsplatz mit Grabhügeln. | D-3-6535-0057 |                |
| Illschwang (Standort) | Abschnittsbefestigung vor- und frühgeschichtlicher Zeitstellung oder des Mittelalters. | D-3-6535-0058 |                |
| Illschwang (Standort) | Vorgeschichtlicher Bestattungsplatz mit Grabhügeln. | D-3-6535-0059 |                |
| Illschwang (Standort) | Vorgeschichtlicher Bestattungsplatz mit Grabhügel. | D-3-6535-0060 |                |
| Illschwang (Standort) | Vorgeschichtlicher Bestattungsplatz mit Grabhügeln. | D-3-6535-0061 |                |
| Illschwang (Standort) | Mesolithische Freilandstation, Siedlungen der Urnenfelderzeit und der Latènezeit. | D-3-6535-0062 |                |
| Illschwang (Standort) | Mesolithische Freilandstation, Siedlungen der Jungsteinzeit, der Urnenfelderzeit, der Hallstattzeit, der Spätlatènezeit und des frühen Mittelalters.                                       | D-3-6535-0063 |                |
| Illschwang (Standort) | Bestattungsplatz der Hallstattzeit mit verebneten Grabhügeln. | D-3-6535-0064 |                |
| Illschwang (Standort) | Vorgeschichtlicher Bestattungsplatz mit Grabhügeln. | D-3-6535-0069 |                |
| Illschwang (Standort) | Vorgeschichtlicher Bestattungsplatz mit Grabhügeln. | D-3-6536-0007 |                |
| Illschwang (Standort) | Bestattungsplatz der Bronze- und Frühlatènezeit mit Grabhügeln. | D-3-6536-0008 |                |
| Illschwang (Standort) | Vorgeschichtlicher Bestattungsplatz mit verebnetem Grabhügel. | D-3-6536-0009 |                |
| Illschwang (Standort) | Vorgeschichtlicher Bestattungsplatz mit Grabhügeln. | D-3-6536-0010 |                |
| Illschwang (Standort) | Vorgeschichtlicher Bestattungsplatz mit Grabhügel. | D-3-6536-0011 |                |
| Illschwang (Standort) | Vorgeschichtlicher Bestattungsplatz mit Grabhügeln. | D-3-6536-0012 |                |
| Illschwang (Standort) | Mesolithische Freilandstation, Siedlung der Jungsteinzeit, Gräberfeld der Urnenfelderzeit.                                                                                                 | D-3-6536-0013 |                |
| Illschwang (Standort) | Vorgeschichtlicher Bestattungsplatz mit Grabhügeln. | D-3-6536-0015 |                |
| Illschwang (Standort) | Vorgeschichtlicher Bestattungsplatz mit Grabhügeln. | D-3-6536-0016 |                |
| Illschwang (Standort) | Bronzezeitlicher Bestattungsplatz mit verebnetem Grabhügel. | D-3-6536-0017 |                |
| Illschwang (Standort) | Vorgeschichtlicher Bestattungsplatz mit Grabhügel. | D-3-6536-0018 |                |
| Illschwang (Standort) | Befestigte Höhensiedlung vor- und frühgeschichtlicher Zeitstellung oder des Mittelalters.                                                                                                  | D-3-6536-0019 |                |
| Illschwang (Standort) | Vorgeschichtlicher Bestattungsplatz mit Grabhügel. | D-3-6536-0020 |                |
| Illschwang (Standort) | Vorgeschichtlicher Bestattungsplatz mit Grabhügeln. | D-3-6536-0021 |                |
| Illschwang (Standort) | Bestattungsplatz der Hallstattzeit mit verebneten Grabhügeln. | D-3-6536-0022 |                |
| Illschwang (Standort) | Bestattungsplatz der Bronze- und Hallstattzeit mit teils verebneten Grabhügeln. | D-3-6536-0023 |                |
| Illschwang (Standort) | Vorgeschichtlicher Bestattungsplatz mit Grabhügel. | D-3-6536-0024 |                |
| Illschwang (Standort) | Vorgeschichtlicher Bestattungsplatz mit verebneten Grabhügeln. | D-3-6536-0025 |                |
| Illschwang (Standort) | Bestattungsplatz der Hallstattzeit mit verebneten Grabhügeln. | D-3-6536-0026 |                |
| Illschwang (Standort) | Siedlungen der Urnenfelderzeit und der Hallstattzeit, Bestattungsplatz der Hallstattzeit mit verebneten Grabhügeln.                                                                        | D-3-6536-0027 |                |
| Illschwang (Standort) | Siedlung der vorgeschichtlichen Metallzeiten. | D-3-6536-0028 |                |
| Illschwang (Standort) | Bestattungsplatz der Bronzezeit mit verebneten Grabhügeln. | D-3-6536-0030 |                |
| Illschwang (Standort) | Vorgeschichtlicher Bestattungsplatz mit Grabhügel. | D-3-6536-0031 |                |
| Illschwang (Standort) | Vorgeschichtlicher Bestattungsplatz mit Grabhügeln. | D-3-6536-0032 |                |
| Illschwang (Standort) | Vorgeschichtlicher Bestattungsplatz mit Grabhügel. | D-3-6536-0033 |                |
| Illschwang (Standort) | Vorgeschichtlicher Bestattungsplatz mit Grabhügeln. | D-3-6536-0034 |                |
| Illschwang (Standort) | Vorgeschichtlicher Bestattungsplatz mit Grabhügeln. | D-3-6536-0035 |                |
| Illschwang (Standort) | Vorgeschichtlicher Bestattungsplatz mit Grabhügeln. | D-3-6536-0037 |                |
| Illschwang (Standort) | Vorgeschichtlicher Bestattungsplatz mit Grabhügeln. | D-3-6536-0039 |                |
| Illschwang (Standort) | Höhle Osterloch (E 8) mit Funden der Bronzezeit, der Urnenfelderzeit, der Hallstattzeit und der Latènezeit.                                                                                | D-3-6536-0040 | weitere Bilder |
| Illschwang (Standort) | Höhensiedlung mit Abschnittsbefestigung vor- und frühgeschichtlicher Zeitstellung. | D-3-6536-0041 |                |
| Illschwang (Standort) | Höhensiedlung mit Abschnittsbefestigung vor- und frühgeschichtlicher Zeitstellung. | D-3-6536-0042 |                |
| Illschwang (Standort) | Höhle Geiskirche (E 25) mit vorgeschichtlichen Funden. | D-3-6536-0043 | weitere Bilder |
| Illschwang (Standort) | Mesolithische Freilandstation. | D-3-6536-0044 |                |
| Illschwang (Standort) | Mesolithische Freilandstation, vorgeschichtliche Siedlung. | D-3-6536-0046 |                |
| Illschwang (Standort) | Mesolithische Freilandstation. | D-3-6536-0047 |                |
| Illschwang (Standort) | Mesolithische Freilandstation, vorgeschichtliche Siedlung. | D-3-6536-0048 |                |
| Illschwang (Standort) | Mesolithische Freilandstation. | D-3-6536-0049 |                |
| Illschwang (Standort) | Siedlung der Späthallstatt-/Frühlatènezeit. | D-3-6536-0050 |                |
| Illschwang (Standort) | Siedlung vor- und frühgeschichtlicher Zeitstellung. | D-3-6536-0052 |                |
| Illschwang (Standort) | Höhle Veitsloch (E 43) mit vorgeschichtlichen Funden. | D-3-6536-0053 |                |
| Illschwang (Standort) | Vorgeschichtlicher Bestattungsplatz mit Grabhügel. | D-3-6536-0054 |                |
| Illschwang (Standort) | Vorgeschichtlicher Bestattungsplatz mit Grabhügeln. | D-3-6536-0060 |                |
| Illschwang (Standort) | Vorgeschichtliche Siedlung. | D-3-6536-0061 |                |
| Illschwang (Standort) | Bestattungsplatz der Bronze- und Hallstattzeit mit Grabhügel. | D-3-6536-0062 |                |
| Illschwang (Standort) | Vorgeschichtlicher Bestattungsplatz mit Grabhügeln. | D-3-6536-0063 |                |
| Illschwang (Standort) | Höhle Schwarzer Mann (E 45a) (auch Hainsburghöhle 1 genannt) mit vorgeschichtlichen Funden.                                                                                                | D-3-6536-0064 | weitere Bilder |
| Illschwang (Standort) | Archäologische Befunde des Mittelalters und der frühen Neuzeit im Bereich der Simultankirche St. Magdalena in Götzendorf, darunter die Spuren von Vorgängerbauten bzw. älterer Bauphasen.  | D-3-6536-0154 |                |
| Illschwang (Standort) | Bestattungsplatz der Hallstattzeit mit verebneten Grabhügeln. | D-3-6536-0155 |                |
| Illschwang (Standort) | Archäologische Befunde des Mittelalters und der frühen Neuzeit im Bereich der Simultan-Pfarrkirche St. Veit in Illschwang, darunter die Spuren von Vorgängerbauten bzw. älterer Bauphasen. | D-3-6536-0158 |                |
| Illschwang (Standort) | Mittelalterliche Wüstung Hainthal. | D-3-6536-0166 |                |
| Illschwang (Standort) | Archäologische Befunde des Mittelalters und der frühen Neuzeit im Bereich der Simultankirche St. Margaretha in Frankenhof, darunter die Spuren von Vorgängerbauten bzw. älterer Bauphasen. | D-3-6536-0226 |                |